# Welterbe in Katar

Zum Welterbe in Katar gehört (Stand 2016) eine UNESCO-Welterbestätte des Weltkulturerbes. Katar ist der Welterbekonvention 1984 beigetreten, die bislang einzige Welterbestätte wurden 2013 eingetragen.

## Welterbestätten
Diese Tabelle listet die UNESCO-Welterbestätten in Katar in chronologischer Reihenfolge nach dem Jahr ihrer Aufnahme in die Welterbeliste (K – Kulturerbe, N – Naturerbe, K/N – gemischt, (G) – auf der Liste des gefährdeten Welterbes).
| Bild             | Bezeichnung                                 | Jahr | Typ | Ref. | Beschreibung                                     |
| ---------------- | ------------------------------------------- | ---- | --- | ---- | ------------------------------------------------ |
| (weitere Bilder) | Archäologische Stätte von Al Zubarah (Lage) | 2013 | K   | 1402 | Ruinen der 1811 zerstörten Küstenstadt az-Zubāra |

## Tentativliste
In der Tentativliste sind die Stätten eingetragen, die für eine Nominierung zur Aufnahme in die Welterbeliste vorgesehen sind. Derzeit (2016) ist eine Stätte in der Tentativliste von Katar eingetragen, die Eintragung erfolgte 2008. Die folgende Tabelle listet die Stätten in chronologischer Reihenfolge nach dem Jahr ihrer Aufnahme in die Tentativliste (K – Kulturerbe, N – Naturerbe, K/N – gemischt).
| Bild                         | Bezeichnung                         | Jahr | Typ | Ref. | Beschreibung                                                                            |
| ---------------------------- | ----------------------------------- | ---- | --- | ---- | --------------------------------------------------------------------------------------- |
| Naturreservat Chaur al-Udaid | Naturreservat Chaur al-Udaid (Lage) | 2008 | N   | 5317 | Naturschutzgebiet am See Chaur al-Udaid im Süden Katars an der Grenze zu Saudi-Arabien. |